# Pyrenula quassiaecola
Pyrenula quassiaecola är en lavart som beskrevs av Fée. Pyrenula quassiaecola ingår i släktet Pyrenula och familjen Pyrenulaceae.   Inga underarter finns listade i Catalogue of Life.